# Tatyana Gonobobleva
Tatyana Pavlovna Gonobobleva (nom de jeune fille Tatyana Pavlovna Semyonova), née le 19 novembre 1948 à Leningrad et morte le 28 mai 2007, est une joueuse soviétique de volley-ball.

## Carrière
Après avoir évolué au Spartak Leningrad, elle rejoint en 1969 le Burevestnik Leningrad. avec lequel elle est vice-championne d'URSS en 1969 et 1970. Sélectionnée en équipe d'URSS de volley-ball féminin, elle y est sacrée championne d'Europe 1971, championne olympique 1972 et vice-championne du monde 1974 ; elle remporte aussi la Coupe du monde de volley-ball féminin 1973.